# Вільям Ворхем
Вільям Воргем (англ. William Warham William Warham; біля 1450 — 22 серпня 1532) — архієпископ Кентерберійський з 1503 року до своєї смерті.

## Ранні роки й освіта
Ворхем був сином Роберта Ворхема з Мелсенджера в Гемпширі. Він здобув освіту в місті Вінчестер і в Новому коледжі Оксфордського університету.

## Кар'єра

### Юридична кар'єра
Після закінчення курсу Ворхем практикує і викладає право одночасно в Лондоні й Оксфорді. Його батько був фермером-орендарем, але його брат, сер Х'ю Ворхем, придбав маєток в Кройдоні, який перейшов у спадщину до його дочки Агнес, що вийшла заміж за сера Ентоні Сен-Леджера.

### Єпископство
Пізніше Ворхем прийняв духовний сан, мав дві парафії (Балі і Коттенхем), і в 1494 році став начальником архівів канцлерського суду, але для Генріха VII він був здатним і розумним дипломатом. Він допоміг влаштувати весілля сина Генріха Артура, принца Уельського, і Катерини Арагонскої ; в 1497 році він їздив до Шотландії з Річардом Фоксом  в той час єпископом Дарема ; він також частково відповідав за ряд комерційних і інших договорів з Максиміліаном I, імператором Священної Римської імперії, який також був графом Фландрії і регентом герцогства Бургундського від імені свого сина Філіпа IV Бургундського.

### Архієпископство
У 1502 році Ворхем був посвячений у сан єпископа Лондона й став Хранителем великої печатки, але обидві посади займав недовго, оскільки вже в 1504 році став Лордом-канцлером і архієпископом Кентерберійським. У 1506 році він отримав посаду канцлера Оксфордського університету, який займав до самої смерті. У 1509 році архієпископ повінчав і коронував Генріха VIII і Катерину Арагонську.

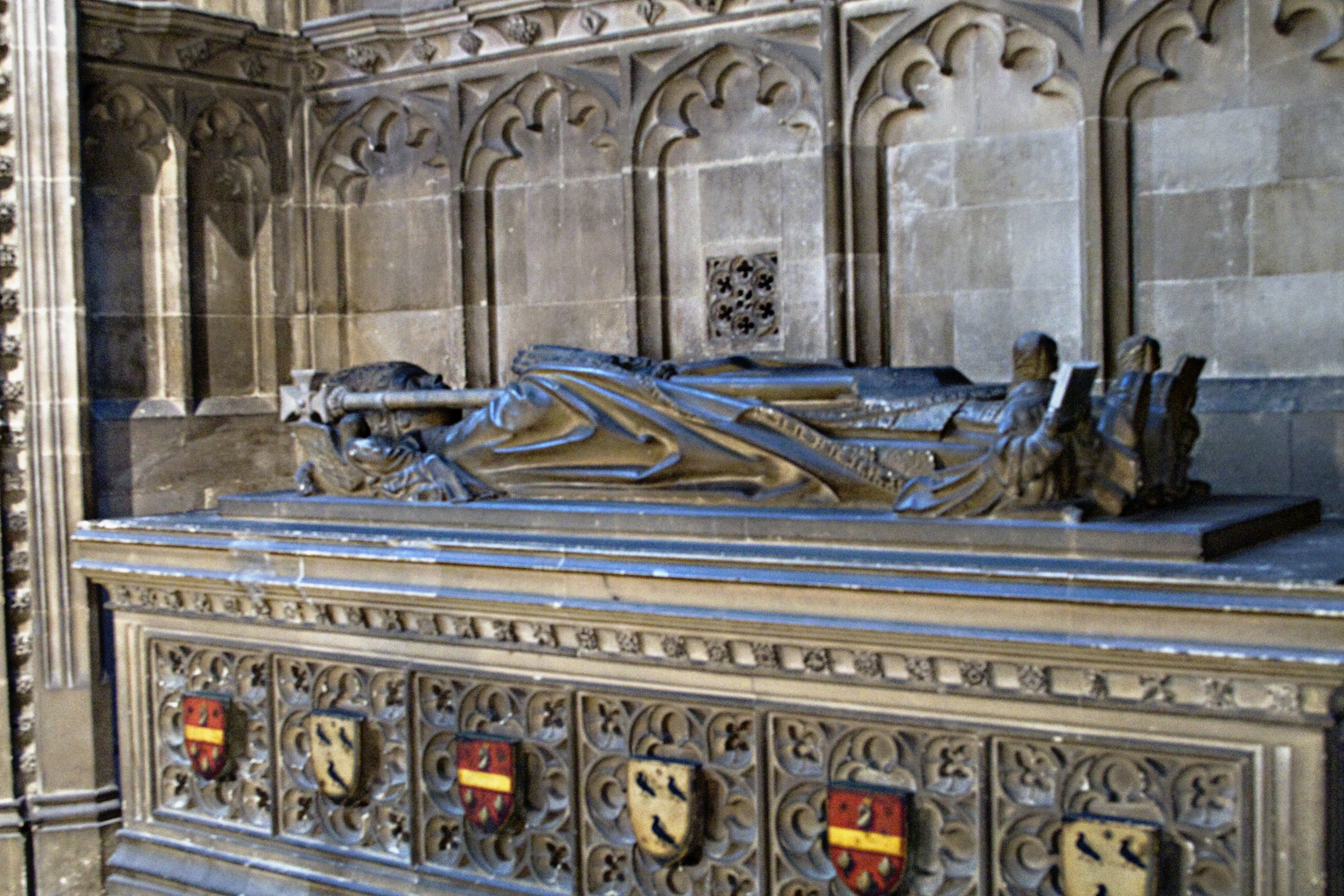
Гробниця Вільяма Ворхема в Кентерберійському соборі

28 вересня 1511 року його відвідав госпіталь Дома Господня в Фавершамі.
Як архієпископ він був досить авторитарний. Його дії призвели до серйозного конфлікту з Фоксом (на той час єпископом Вінчестера І іншими діячами в 1512 році. Це спричинило за собою його поступовий відхід у тінь після коронації та відставку з посади Лорда-канцлера в 1515 році, причому змінив його Волсі, якого він висвятив на єпископа Лінкольна  роком раніше. Ця відставка можливо була викликана його невдоволенням зовнішньою політикою Генріха.
Ворхем був присутній на Полі золотої парчі в 1520 році, а в 1527 році допомагав Волсі в таємному розслідуванні дійсності шлюбу Генріха й Катерини. Під час шлюборозлучного процесу його позиція була позицією старої і втомленої людини. Його називають в числі адвокатів королеви, але зі страху накликати на себе невдоволення короля і застосовуючи свою улюблену фразу ira principis mors est («гнів короля — це смерть»), він мало допоміг їй, і підписав лист Клименту VII, який повинен був переконати папу поступитися бажанням Генріха. Згодом було висловлено припущення, що архієпископ намагався вирішити це питання і особисто, але воно не підтвердилося.
Ворхем головував на конвокації в 1531 році, коли духовенство провінції Кентербері проголосувало за сплату 100 000 фунтів королю, щоб уникнути покарання за перевищення влади церковними органами, і визнало Генріха главою церкви з рятівним формулюванням «наскільки дозволяє закон Христа».
В останні роки, однак, архієпископ Ворхем виявляв набагато більше незалежності. У лютому 1532 року він протестував проти всіх актів, що стосуються церкви, які проходили через Парламент, що зібрався в 1529 році, але це не запобігло важливим подіям, які пізніше в цьому ж році, привели до збереження повного підпорядкування церкви державі. Ворхем висловив протест проти подальших поступок бажанням Генріха; він порівняв Генріха VIII з Генріхом II і для захисту прав церкви апелював до Великої хартії вольностей. Він марно намагався досягти компромісу в питанні про підпорядкування духовенства владі папи. Ворхем був щедрим в суспільному житті і помірним в особистому.